# アウガ
アウガ（AUGA）は、青森県青森市新町の青森駅東口前に立地する複合施設である。

## 概要
「青森駅前第二地区第一種市街地再開発事業」によって総事業費184.6億円をかけて建設され、2001年（平成13年）1月開業。正面はニワトリをイメージしている。
連結した再開発ビル（地下1階、地上9階）と駐車場棟（地上8階）が主要な建築物である。再開発ビルの地下1階は、従前に当地にあった「駅前市場（市場団地）」の各店舗等が入居した「新鮮市場」になっており、1階から4階までが青森市役所駅前庁舎、5階から6階が「青森市男女共同参画プラザ･カダール」、6階から9階が「青森市民図書館」（9階は書庫）となっている。
空洞化した中心市街地に賑わいをもたらす「コンパクトシティ」構想の施設の1つであり、2007年には路面電車を活用している富山市とともに全国で初めて改正中心市街地活性化法の認定を受けるなど、コンパクトシティの象徴として位置づけられ、全国から自治体や商店街関係者の視察が相次いだ。
しかし、一時は駅前への来客数を増加させ、再開発の成功例とみられたものの（「新町商店街」）、初年度から赤字を計上しており、2015年度決算において大幅な債務超過となり事実上の経営破綻状態に陥ったことが判明、経営の問題が深刻化しており、責任を取って当時の鹿内博市長が辞任する事態に発展した。2016年には運営母体が事実上の経営破たんとなり、ハコモノ行政の典型的な失敗プロセスを経ることになった。
ビルの運営建て直しのため、2017年（平成29年）2月28日までに1階から4階までの商業スペースに入居していた36店舗は営業を終了した。跡地には、2017年（平成29年）10月30日から2018年（平成30年）1月4日までに、青森市役所のうち市民の来訪が多い部署を順次移した。
アウガの失敗はあくまで、ノウハウのない行政による不慣れな商業施設運営能力と、第三セクターによる補助金頼みの不明朗な経営によって引き起こされた、商業施設経営失敗の一例に過ぎず、アウガの失敗がそのままコンパクトシティ政策自体の成否とは結びつかないという地元経営者の意見がある。
その一方で、アウガの失敗は行政による商業施設運営の失敗だけでなく、青森市のコンパクトシティ政策そのものの失敗とも評価されている。青森駅前には、ある程度人通りがある商店街、百貨店、個人商店群が維持されているという意見があるが、現にアウガから少し離れた新町商店街は空き店舗が並ぶシャッター通りとなっており、その根拠として青森駅前の新町商店街の空き店舗率（空き店舗＋駐車場を含む空地／全店舗数）は2010年から2018年で約3%上昇し、同地区の小売業年間販売額は2010年から2018年で約20%減少した。

JR青森駅前は2006年2月に、アウガとともにコンパクトシティ構想のモデルとなっている「ミッドライフタワー」の竣工で大規模な再開発がひと段落ついたにもかかわらず、2003年から2013年の10年間で中心市街地の歩行者量が約30%減少、夜間人口が約10%減少した。
2018年にアウガ1階から4階に「青森市役所駅前庁舎」が入居後、周辺は市職員や来庁者の人通りが増加しただけで、市役所移転前よりも客が増えた周囲の飲食店もあれば、逆に減った飲食店もあり、市職員の休憩時間が短く、近隣飲食店の利益には必ずしも貢献していない。
そもそも、青森市のコンパクトシティ政策とは、市街地の拡大によって年々増大する、除雪費をはじめとした行政コスト削減のための郊外開発抑制政策である。令和2年国勢調査によると、2015年時点での青森市のDID（人口集中地区）人口密度は、東北地方の県庁所在地では仙台市（6,687.5人／㎢）と盛岡市（5,247.4人／㎢）に次ぐ三番目の高さ（5,183.8人／㎢）を維持しており、青森市とともにコンパクトシティ事例として取り上げられる富山市（3,984.0人／㎢）のそれを上回っている。過去と比較すると、青森市のDID（人口集中地区）人口密度は、2005年から2015年の10年間で5,842.9人／㎢→5,183.8人／㎢と約11%減少しており、青森市のDID（人口集中地区）人口密度の減少率は東北地方の県庁所在地＋郡山市および富山市の中で最も高い。

## 営業中の店舗・施設
2018年（平成30年）1月4日時点。
9階
- 青森市民図書館（書庫）

8階
- 青森市民図書館（専門ライブラリー）

7階
- 青森市民図書館（ポピュラーライブラリー、児童ライブラリー）

6階
- 青森市民図書館（カウンター、ヤングアダルトライブラリー）
- 青森市つどいの広場「さんぽぽ」
- 青森公立大学「まちなかラボ」

5階
- 男女共同参画プラザ「カダール」
- 青森市まちなか保健室

1階から4階
- 青森市役所駅前庁舎
  - 詳細は青森市役所#駅前庁舎も参照。
  - 2階には、青森みちのく銀行青森市役所支店も所在。

1階
- 青森県信用組合 駅前支店：ATM・自動両替機設置

地下1階
- 「新鮮市場」
- レストラン・食堂全6店舗

## 名称の由来
「アウガ」は、Attraction（引きつける力）、Upbeat（上昇、陽気）、Gusto（心からの喜び）、Amusement（娯楽、楽しみ）の四つの英単語の頭文字からつけられ「いつも笑顔と喜びにあふれ、多くの人びとが引きつけられる魅力的な場所」をイメージしている。

## 沿革
1977年、青森商工会議所が青森地域商業近代化実施計画を策定したことから始まる。1980年代後半にはダックシティ（現:さくら野百貨店）、その後西武百貨店（現:そごう・西武）が、資本参加していた松木屋の老朽化にともなう移転改装も兼ねてキーテナントとして開業する予定だったが、ダックシティの親会社であるマイカル（現:イオンリテール）は出店断念、西武百貨店は出店を辞退した。
2015年度決算において、アウガは減損会計適用の影響も受けて約23億8,500万円の債務超過に陥っていることが判明しており、事実上の経営破綻状況にある。
開業当年である2001年の売り上げは計画を大きく下回る約23億円で、約2億5,000万円の最終赤字を計上している。2008年5月には既に、アウガを運営する第三セクターの「青森駅前再開発ビル」が多額の債務をかかえ厳しい状況に陥っていることが判明。店舗の売り上げが予想に反して伸びなかったのが原因で、筆頭株主である青森市は23億円ある債務を8億円で買い取る案を金融機関に提示。当初金融機関は事実上の債権放棄になるため難色を示していたが、最終的には買い取り案を受け入れた。2012年度上半期（4月 - 9月）は通常ベースで初の黒字（525万円）を計上したものの、2013年度上半期は1,501万円の赤字に転落、2015年度の売上高は約14億円まで減少し、同年度の決算では減損会計を適用して資産の価値評価を切り下げた結果、約27億円の最終赤字を計上することになった。
「青森駅前再開発ビル」の法的整理については、鹿内市長就任中は修繕積立金の一部を当面の経営支援にあてる条例案が市議会で否決されるなど、具体的な解決策を決めることができなかった。市長選挙を経て小野寺晃彦が市長に就任してからは、2017年2月に商業テナントを閉鎖・同年3月の「青森駅前再開発ビル」解散が決定し、青森市は約17億円の債権放棄を行う。

### 年表
- 1977年（昭和52年） - 青森商工会議所が「青森地域商業近代化実施計画」を策定[31]。
- 1979年（昭和54年） - 「青森駅前地区市街地再開発事業基本計画」策定[31]。
- 1985年（昭和60年） - 「青森駅前第二地区市街地再開発準備組合」設立[31]。
- 1987年（昭和62年） - 「青森駅前第二地区第一種市街地再開発事業」が都市計画決定[32]。
- 1992年（平成4年）4月27日 - 第三セクターの「青森駅前再開発ビル株式会社」設立[32]。
- 1999年（平成11年）9月 - 着工。
- 2001年（平成13年）1月26日 - 開業。
- 2017年（平成29年）
  - 2月28日 - 閉館、地階1階『新鮮市場』、1階『青森県信用組合』ならびに5階以上の青森市の施設のみ引き続き、営業。
  - 10月30日 - この日から青森市役所窓口機能の移転を開始し、順次供用開始。
- 2018年（平成30年）1月4日 - 市役所窓口機能が全面移転し、完全供用開始。同日には青森銀行（現：青森みちのく銀行）青森市役所支店も移転し、稼働開始[33][34]。

### かつて出店していた主なテナント
2017年（平成29年）2月28日時点のデータ。
4階「KIDS & FAMILY & IT」フロア。
- アイ・プラザ（青森市情報プラザ）
- JTBトラベランド
- 100円ショップシルク（100円ショップ）
- AugA PRESTO（ファミリーアミューズメント）… 新町商店街唯一のゲームセンターだった（2009年3月時点）。

3階「ACTIVE FASHION」フロア。
- ヴィレッジヴァンガード
- パナマボーイ（古着）
- U.S.BOARDER（ファッション）

2階「CASUAL & BEAUTY」フロア。
- ASH D.N.A（美容室）
- しんまち眼科
- ユアコンタクト
- ジェイエステティック
- 弁護士法人アディーレ法律事務所 青森支店

1階「CITY FASHION」フロア。
- INDEX（ファッション）
- SPC（靴）
- Clambon cafe

## その他
- 5階の「インナーパーク」と呼ばれるガラス張りの広場には水車時計が設置されており、そこの周りにあるテーブルでは、青森駅に発着する列車を待つ学生や休憩する人が多い。また、待ち合わせ場所としてもよく利用され、デートスポットにもなっている。
- 正面入口の前には噴水のモニュメントがあり、そこも待ち合わせ場所としてよく利用される。冬期は凍結防止のため、水が止められている。
- 2010年4月1日、エレベーター口付近の青森駅方面車線に青森市営バスの「アウガ前」停留所が設けられた。

## 周辺
- 東日本旅客鉄道（JR東日本）・青い森鉄道 青森駅（東口）
- ミッドライフタワー青森駅前（青森駅前第一地区第一種市街地再開発事業）
- さくら野百貨店青森本店
- 成田本店しんまち店
- 青森ウォーターフロント
- 古川市場（青森魚菜センター、青森公益魚菜市場、青森生鮮食品センター）